# Holoparasitisme

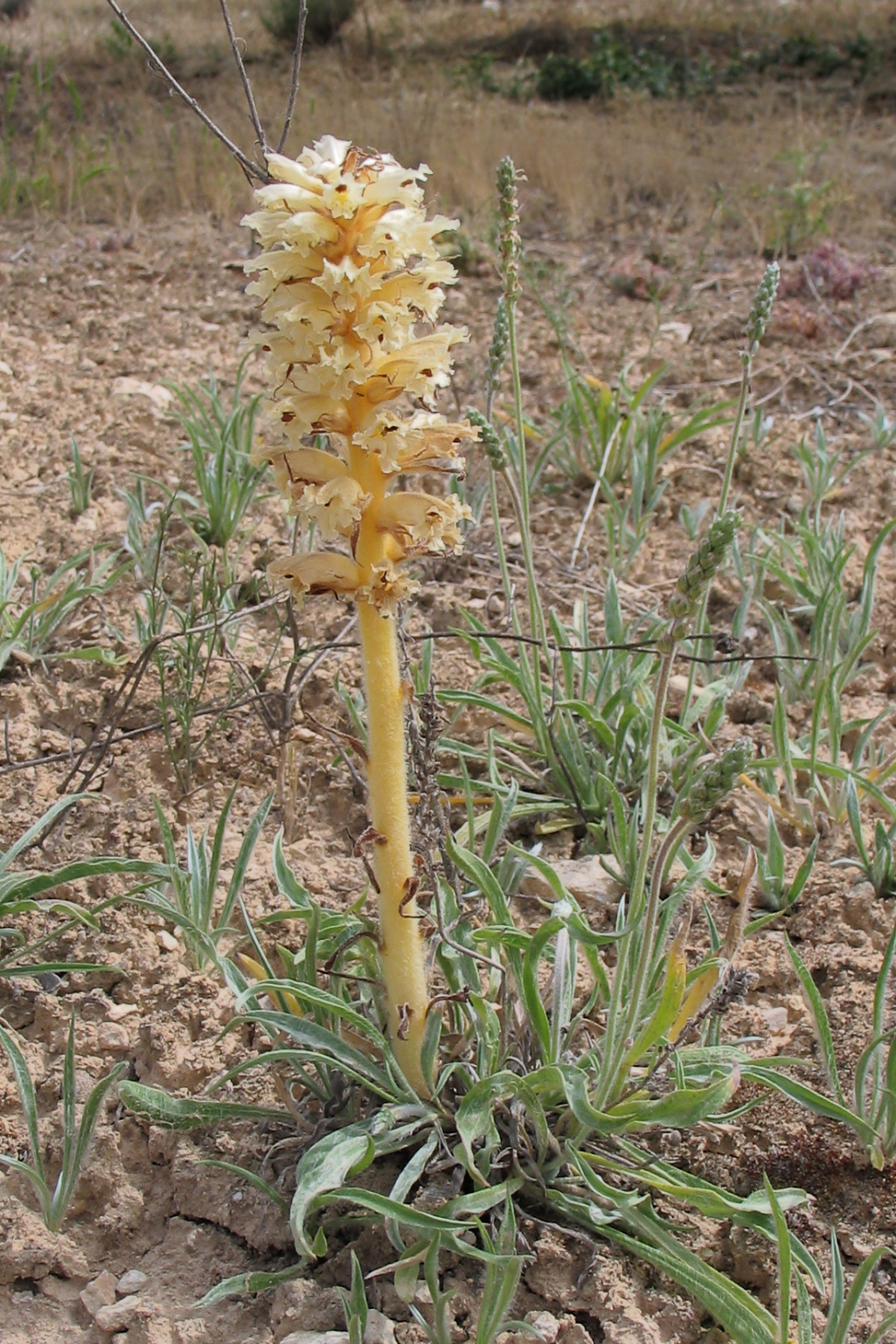
Una planta holparàsita, Orobanche spp, de la Serra d'Aitana

Les plantes holoparàsites (del grec holo = completament) són les espècies de plantes amb flors completament paràsites d'altres plantes, virtualment no tenen clorofil·la. Amb l'ajuda d'haustoris aquestes plantes paràsites penetren en els vasos conductors (en el floema, rarament en el xilema) de les plantes hoste per tal de treure'n les susbstàncies nutritives.
Les plantes holoparàsites com les dels gèneres Cuscuta i Orobanche causen danys molt elevats en l'agricultura. Especialment Cuscuta en l'alfals i Orobanche en el gira-sol. La lluita contra aquestes plantes paràsites és difícil i inclou mesures preventives com les de sembrar llavors d'alfals descuscutades (sense estar contaminades amb llavors de Cuscuta.
En el cas de la tomaquera, el seu holoparàsit Orobanche ramosa té una fenologia que consta d'una fase subterrània i una altra d'aèria, amb un total de 6 estadis de desenvolupament: els dos estadis primers són nòduls (subterranis) el tercer i quart l'aparició i desenvolupament d'una gemma, el cinquè és el de la gemma i l'arrel desenvolupada i el sisè estadi és l'aparició sobre la superfície de la tija del paràsit. El cicle de vida d'O. ramosa es completa amb uns 132 dies i amb 1.180 graus dia. En un estudi es va veure que les pèrdues de producció en tomaqueres a causa d'aquest holoparàsit es van situar entre el 77 i el 81%.
En contrast amb les plantes hemiparàsites (és a dir, mig paràsites) les holoparàsites sovint tenen un hoste específic estrictament, és a dir, que parasiten una espècie o unes poques espècies emparentades. També sovint les holoparàsites són obligatòriament paràsites.
Exemples d'holoparàsites són les del gènere Cuscuta, Orobanche, Rafflesia (les quals tanmateix, produeixen les flors més grans del món), Hydnoraceae i la família Lennoaceae